# Atopsyche kingi
Atopsyche kingi là một loài Trichoptera trong họ Hydrobiosidae. Chúng phân bố ở vùng Tân nhiệt đới.
- Tư liệu liên quan tới Atopsyche kingi tại Wikimedia Commons